# Union Internationale Motonautique

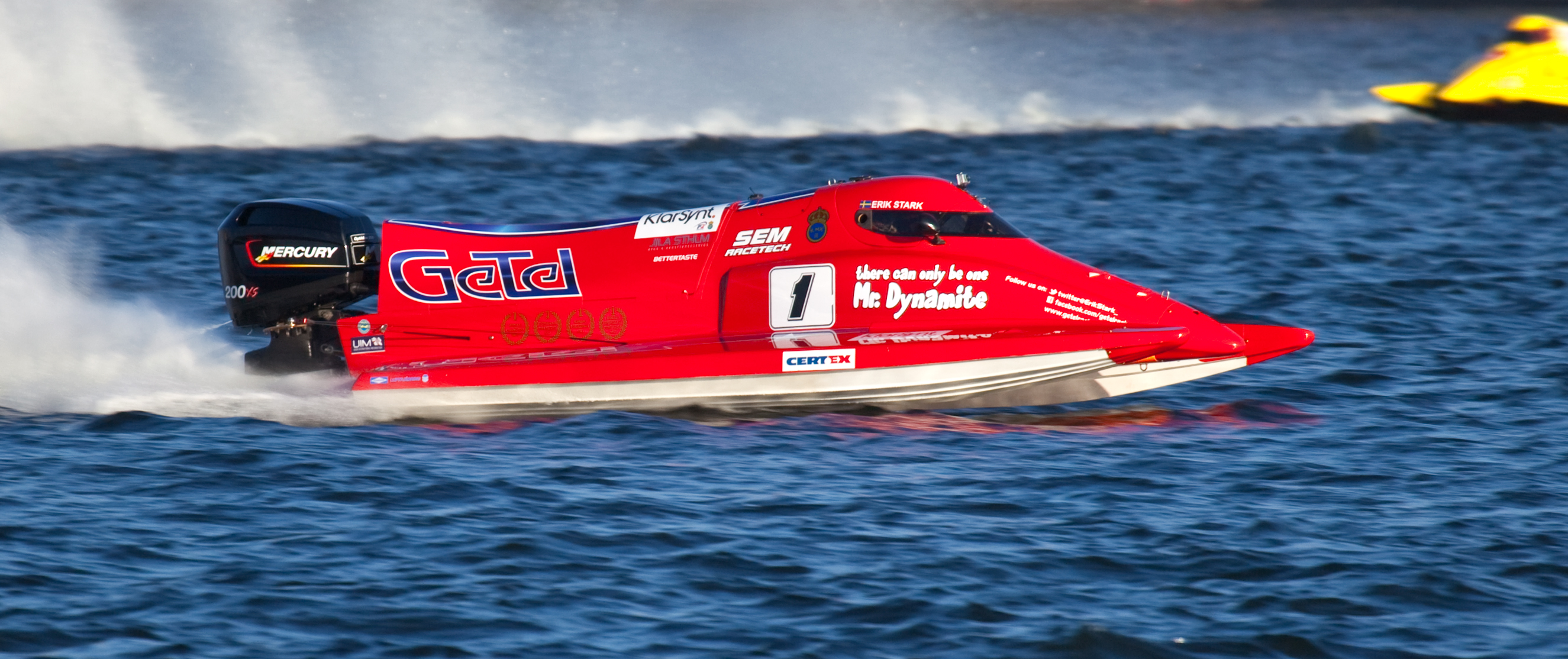
Erik Starks båt vid deltävling i UIM F2 Championship på Riddarfjärden i Stockholm, juni 2012

Union Internationale Motonautique (UIM) är en internationell organisation för motorbåtsport, som grundades 1922 som Union Internationale du Yachting Automobile i Belgien och som har sitt säte i Monaco. Det kontrakterar för vissa större klasser, som Offshore, F1 rundbana, F2 rundbana och Aquabike Class Pro, kommersiella arrangörer som organiserar tävlingarna.
År 2023 hade organisationen nationella medlemsorganisationer i 64 länder.
Union Internationale Motonautique erkände 2022 sammanlagt 71 världsmästare inom olika klasser av grenarna offshore, rundbana, vattenskoter och Pleasure Navigation.

## Medlemskapsorganisationer i urval
- Danmarks Motor Union
- Estonian Powerboating Union
- Segling och Båtsport i Finland rf – Suomen Purjehdus ja Veneily ry
- Norges Motorsportförbund
- Svenska Motorsportförbundet

## Tävlingar arrangerade under eller av Union Internationale Motonautique i urval
- Formula 1 Powerboat World Championship – Formel 1 rundbana
- UIM F2 Championship – Formel 2 rundbana
- Offshore World Series – Class 1, XCAT med flera